# Wawa Food Market

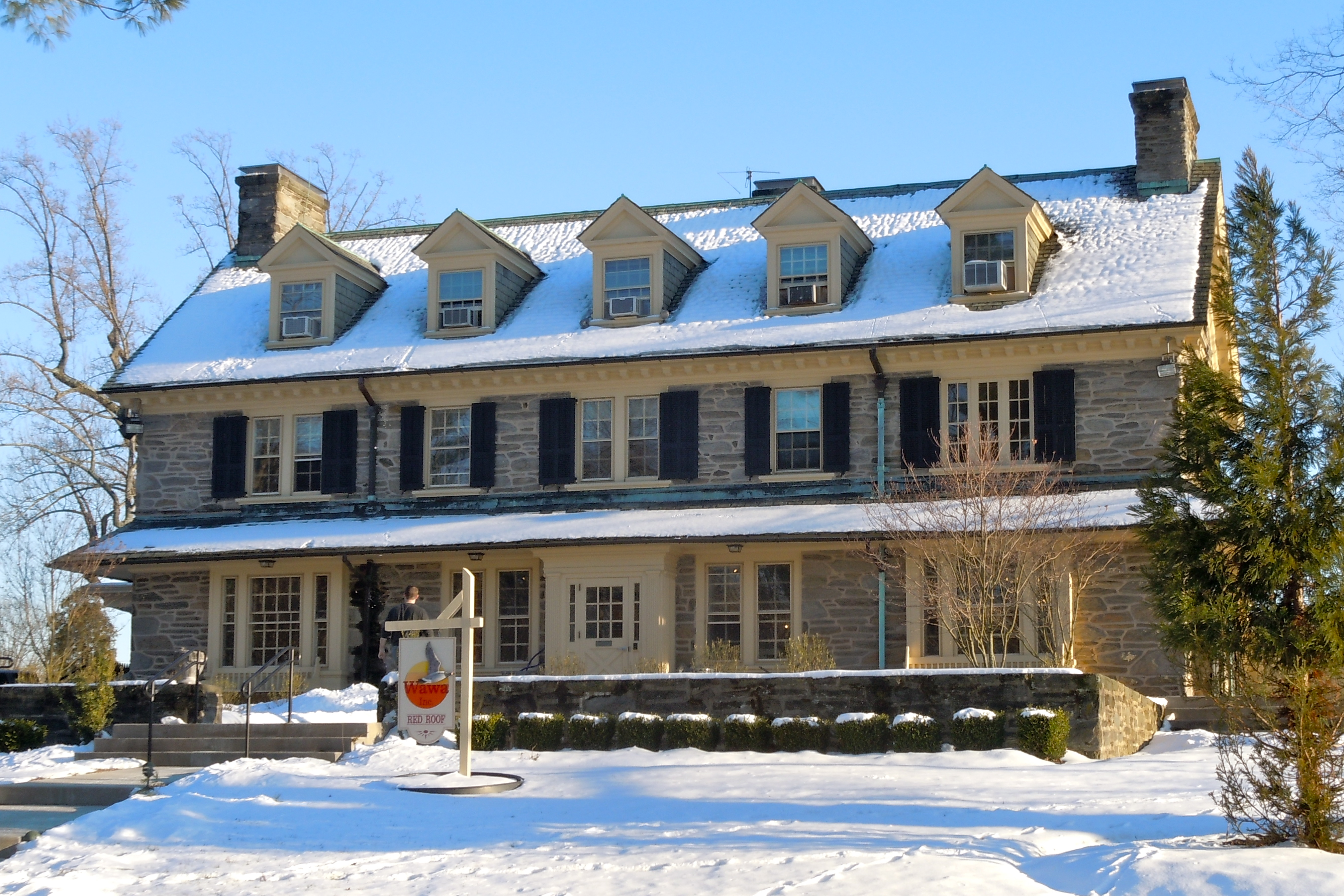
Sede social

Wawa, Inc. (/ wɑːwɑː / WAH-WAH) es una cadena estadounidense de tiendas de 24 horas y estaciones de servicio ubicadas a lo largo de la costa este de  Estados Unidos, que opera en Pensilvania, Nueva Jersey, Delaware, Maryland, Virginia, Washington D. C., y Florida. La sede corporativa de la compañía se encuentra en el área de Wawa de Chester Heights (Pensilvania), en Gran Filadelfia. En 2008, Wawa era la mayor cadena de tiendas de 24 horas en la Gran Filadelfia, y el tercer minorista de alimentos, después de Acme Markets y ShopRite.

## Historia
Wawa empezó en 1803 como una fundición de hierro en Nueva Jersey. Hacia fines del siglo XIX, el propietario George Wood se interesó por la producción lechera y la familia comenzó una pequeña planta de procesamiento en Wawa, Pa, en 1902. El negocio de la leche fue un gran éxito, debido a su calidad, limpieza y el proceso de "certificación". A medida que la entrega de leche a domicilio disminuyó a principios de la década de 1960, Grahame Wood, nieto de George, abrió el primer mercado de alimentos Wawa en 1964 como una salida para productos lácteos.
En 1964 abrió la primera tienda de conveniencia en Folsom, en Ridley, Pennsylvania y cuatro años más tarde se abre la primera tienda en Nueva Jersey.
En 1969 Wawa Kitchens ofrece alimentos como hamburguesas y pollo frito.
En 1972 se crea un nuevo lema para la tienda, "People on the Go". 
En 1974 se agrega al logotipo un ganso y un fondo de oro.
En 1994 Wawa abrió una tienda en Center City, Filadelfia exclusivamente de comida rápida.
En 2006, la página "I Love Wawa" de MySpace tenía más de 5000 miembros, y la página "We Love Wawa" en Livejournal tenía aproximadamente 951 miembros.